# Decibelios (banda)
Decibelios fue un grupo de Oi! de El Prat (Barcelona, España) formado en 1980 y disuelto diez años después. Grabaron ocho álbumes y varios sencillos. Se les considera el primer grupo de Oi! en España y responsables en gran medida de la introducción de este movimiento en el país.
En el año 2014 volvieron a los escenarios con la gira "¡A por ellos! 2014".

## Historia
El grupo nació en febrero de 1980 en Barcelona. Sus componentes originales eran Fray (voz), Miguel (batería), Xavi (guitarra), Macià (guitarra) y Manuel Alférez Canós (Manolo) (bajo) y el nombre original del grupo fue "dB". Algún tiempo después, al enterarse de que existía otro grupo que respondía a las siglas de «dB» (los americanos The dB's), decidieron llamarse "Decibelios". El grupo se redujo a cuarteto tras la marcha de Macià.
A raíz de su primer concierto en Madrid el 20 de marzo de 1982 en un local colindante a la mítica sala Rock-Ola, firmaron un contrato con el sello DRO y grabaron su primer sencillo, publicado bajo el título Paletas Putrefactos, que se publicó a finales de ese año.
Xavi, que aún aparece en la portada del sencillo, abandonó el grupo después de grabarlo, y en 1982 entró como nuevo guitarrista Manel (ex Masturbadores Mongólicos), quedando así consolidado el grupo hasta 1990. Otros músicos también tuvieron colaboraciones más o menos asiduas con el grupo: Rock Riu (trombón), Javi (trompeta), Jose Ignació (segunda trompeta) y Boris (saxofón, de Ultratruita entre otros), contribuyendo a darle un sonido más Ska a los temas del grupo.
Poco después grabaron su segundo sencillo, titulado Paletas y bolingas, publicado a mediados de 1983 y que contiene una de las primeras fusiones de punk y ska realizadas en España, en la canción «Voca de Dios».
En febrero de 1984 graban su primer LP Caldo de pollo, siempre en el sello madrileño DRO.
Un año después, en febrero de 1985, graban su segundo LP, titulado Oi!, en el que aparece una versión, «Kaos», de The 4 Skins (el título original es «Chaos»), que se convierte en un himno entre sus seguidores.
En septiembre de 1986 graban su tercer LP, Vacaciones en el Prat, que es publicado al año siguiente. Este nuevo trabajo, con un mayor contenido de Ska, es en el que más canciones incluyen hasta el momento.
Como anécdota, hay que recordar que en la primera edición de este disco aparecía el tema «Estos macarrones aún no están hechos», el cual era una versión sin autorización de la famosa canción de Antonio Machín «Angelitos negros», por lo que tuvieron que destruir alrededor de 5000 discos y pagar una multa de 250 000 pesetas. Posteriormente, en la segunda edición del disco no se incluía dicha canción. Por esto y el disco en sí, se hicieron más conocidos y cosecharon cierto éxito: emisoras de radio independientes y alguna que otra publicación musical se interesaron por ellos, aparecieron en conciertos de RNE en TVE 2, participaron en las 24 horas de RNE en Alcalá de Henares, e incluso conceden varias entrevistas a TV3, la cadena autonómica catalana. También actuaron en el programa de Televisión Española Plastic.
En 1988 publican su cuarto LP, el cual es un directo grabado el 12 de noviembre de 1987 en la sala Zeleste de Barcelona, llamado Vivo's 88.
En 1989, con un nuevo componente, Toni como segundo guitarra, publican el álbum titulado Con el tiempo y una caña, el cual les produce Rosendo Mercado.
Años después salen al mercado varios recopilatorios y reediciones de sus primeros trabajos con algún que otro tema inédito.
Con Decibelios, la música Oi! llega de pleno a España, convirtiéndose en el grupo skinhead por excelencia. Aunque la mayor parte de sus conciertos fueron realizados en Cataluña también actuaron en Madrid, León, Bilbao u Oviedo.
Sus discos fueron editados por la discográfica DRO, que editaba habitualmente a grupos punk y de la movida durante los de década de 1980.
En 2014 anunciaron su regreso a los escenarios mediante un comunicado en su web donde informaron de un único cambio en la formación, el guitarrista David Ocaña sustituyendo a Manel. Pocos meses después anunciaron una gira bajo el título de "¡A por ellos! 2014" con actuaciones en (Bilbao, Madrid y Barcelona). Durante estos meses editaron un vinilo 7" con Malicia Records.
En 2020 se anunció que su bajista original Manuel Alférez Canos había fallecido, el 25 de agosto, a la edad de 65 años.
A finales de 2020 su guitarrista, Jaume Orriols Juanos, fue detenido por prostituir a dos menores de edad y distribuir pornografía infantil.
Al conocerse esta noticia, el grupo publicó un comunicado desmintiendo la noticia, acusando a una periodista de inventarse la noticia y diciendo que habían emprendido acciones legales contra ella. Al día siguiente, el grupo borró su página de Facebook y anunció su disolución. El 16 de junio fue condenado, tras alcanzar acuerdo en el juicio, a 10 años y 9 meses acusado de varios delitos.

## Discografía

### Álbumes
- Caldo de pollo (LP, DRO 066, 1984; CD, DRO, 1996, reedición con dos temas extra: «Botas y tirantes» y «Putrefacción»).
- Oi! (mini LP, DRO, mayo de 1985).
- Vacaciones en el Prat (LP, 1986).
- Vivo's 88 (LP, 1988)
- Con el tiempo y una caña (LP, Twins 1989)
- Igual de borrachos pero mucho más orgullosos (Picture disc) 1998])
- ¡A por ellos! 2014 (CD+DVD en directo, Maldito Records 2014).
- México 2017 (Petra Records 2017)
- Insurgents (2018)

### Singles
- Paletas putrefactos («Córtate las venas» / «Putrefacto» (DRO 013, 1982).
- Paletas y bolingas («Botas y tirantes» / «Voca de Dios» (DRO 031, 1983).
- «Matar o morir» / «Local 15 visitante 0» (DRO 067, 1984)
- Terroristas de despacho 2015 (Maldito Records 2015).

### Recopilatorios
- Paletas y... Bolingas (CD, DRO, 1994, recopilación)
- Picture disc Igual de borrachos pero mucho más orgullosos (1998)